# Península de Barú
La península de Barú (a veces denominada Isla de Barú o simplemente Barú), es una zona costera situada al sur y a 45 minutos en lancha de Cartagena, Colombia, famosa por sus playas blancas y agua turquesa. Está separada del territorio por el canal del Dique. 
Hoy en día es un lugar de gran auge turístico. La mayoría de las playas son privadas, propiedad de particulares o emprendimientos turísticos, salvo Playa Blanca que es la única playa pública.
En las aguas de mar que están en frente de Barú tuvo lugar la famosa batalla de Barú en 1708, durante la cual se hundió el galeón San José.

## Centros poblados
En la península de Barú hay tres centros poblados que, en conjunto, suman un total de 20 000 habitantes aproximadamente.
- Ararca
- Barú
- Santa Ana de Barú

## Economía
La mayoría de sus habitantes viven gracias al turismo, sea trabajando en las instalaciones hoteleras o vendiendo artesanías a los visitantes.

## Galería
|  |
|  |

|  |
|  |

|  |
|  |

|  |
|  |

## Enlaces externados
- Wikimedia Commons alberga una categoría multimedia sobre Península de Barú.

- Datos: Q6071570
- Multimedia: Barú, Colombia / Q6071570